# McDonald Chapel
McDonald Chapel est un census-designated place situé dans l’État américain de l'Alabama, dans le comté de Jefferson.

## Démographie
| 2000  | 2010 | - | - | - | - |
| ----- | ---- | - | - | - | - |
| 1 054 | 717  | - | - | - | - |